# Huey Lewis
Huey Lewis, pseudonimo di Hugh Anthony Cregg III (New York, 5 luglio 1950), è un cantante, armonicista e attore statunitense fondatore del gruppo musicale Huey Lewis and the News.

## Biografia
Nel 1980 è uscito il primo album della band, Huey Lewis and the News, seguito in successione da: Picture This, Sports, Fore!, Small World, Hard at Play, Four Chords & Several Years Ago, Time Flies, Plan B, Live at 25, Soulsville e Weather.
Nel 1985 partecipò ad USA for Africa, un supergruppo di 45 celebrità della musica pop tra cui Michael Jackson, Lionel Richie, Stevie Wonder e Bruce Springsteen, cantando We Are the World prodotta da Quincy Jones e incisa a scopo benefico. I proventi raccolti con We Are the World furono devoluti alla popolazione dell'Etiopia, afflitta in quel periodo da una disastrosa carestia. Il brano vinse il Grammy Award come "canzone dell'anno", come "disco dell'anno", e come "miglior performance di un duo o gruppo vocale pop".
Come attore ha avuto ruoli in film quali America oggi (1993), Sfera (1998), L'ombra del dubbio (1998), Duets (2000), Serial killer.com (2001), Graduation (2007). Ha partecipato alla colonna sonora di Ritorno al Futuro (1985) con le canzoni The Power of Love e Back in Time, e fatto una fugace apparizione nel ruolo del professore di liceo che valuta i gruppi che suonano nella scuola, bocciando ironicamente la sua stessa canzone. Nel 2008 ha inoltre creato in collaborazione con altri artisti la colonna sonora di Pineapple Express.
Ha citato in giudizio l'autore del tema musicale del film Ghostbusters - Acchiappafantasmi per la somiglianza con il brano I Want a New Drug. La causa milionaria contro l'autore di Ghostbusters (Ray Parker Jr.) è stata vinta dal cantante newyorkese.
Nell'aprile 2018 annuncia di essere costretto ad annullare tutti i concerti previsti per il 2018, a causa di problemi di salute probabilmente identificabili come Sindrome di Menière.

## Filmografia parziale

### Cinema
- Ritorno al futuro (Back to the Future), regia di Robert Zemeckis (1985) – cameo
- America oggi (Short Cuts), regia di Robert Altman (1993)
- Sfera (Sphere), regia di Barry Levinson (1998)
- L'ombra del dubbio (Shadow of Doubt), regia di Randal Kleiser (1998)
- Duets, regia di Bruce Paltrow (2000)

### Televisione
- Just Shoot Me! – serie TV, un episodio (2002)
- One Tree Hill – serie TV, 2 episodi (2004)
- The King of Queens – serie TV, un episodio (2006)
- Hot in Cleveland – serie TV, 4 episodi (2010-2015)
- The Blacklist – serie TV, un episodio (2021)

## Doppiatori italiani
Nelle versioni in italiano delle opere in cui ha recitato, Huey Lewis è stato doppiato da:
- Francesco Pannofino in L'ombra del dubbio
- Ennio Coltorti in Duets
- Antonio Palumbo in One Tree Hill